# 日本設計
株式会社日本設計（にほんせっけい、英: NIHON SEKKEI, INC.）は、東京都港区虎ノ門の虎ノ門ヒルズに本社を置く組織系建築設計事務所。

## 概要
国内初の超高層ビルである霞が関ビルディング（1968年竣工）の設計メンバーが中心となって、1967年に創立した。本社は東京都港区。黒川紀章などの有名建築家との共作も手がけている（国立新美術館など）。
創立当初から、京王プラザホテル（1971年竣工）、新宿三井ビル（1974年竣工）などの超高層建築の日本におけるパイオニアとして知られてきたことに加え、1980年代以降は、自然エネルギー利用や屋上緑化といった数々の「環境」をテーマとした作品を一貫して発表し、「環境の日本設計」として知られている。近年の環境意識の高まりによって注目を集めた愛知万博長久手日本館（2005年）、北海道洞爺湖サミット国際メディアセンター（2008年）、上海国際博覧会（上海万博）日本館（2010年）、虎ノ門ヒルズ（2014年）などの設計を担当している。
毎年発表されるBD World Architecture 100の2023年版では、世界ランキング17位となっており、日本の組織設計事務所としては2番目の規模である。

## 沿革

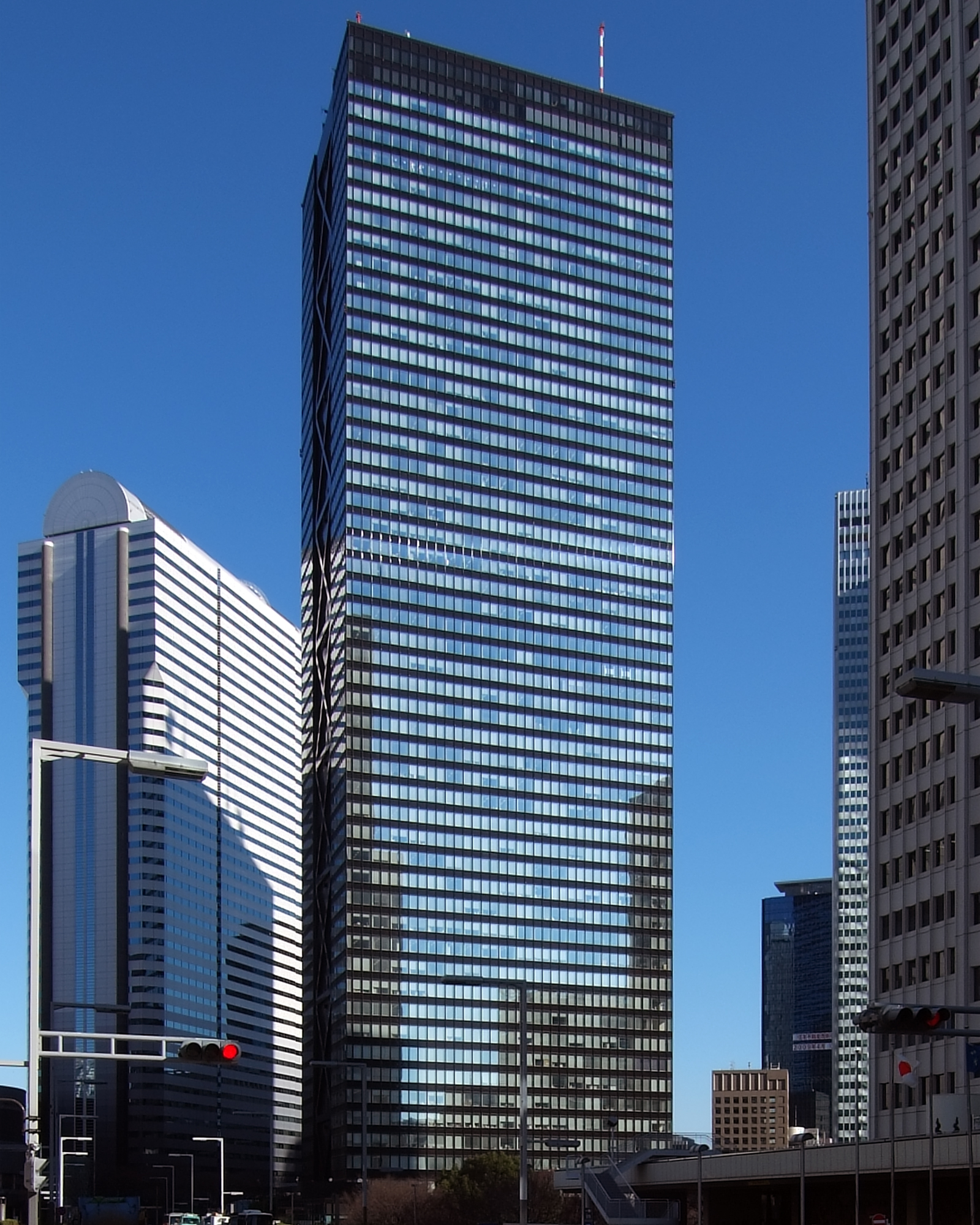
新宿三井ビルディング
（西新宿）

- 1967年 日本設計事務所設立。札幌、名古屋支社開設。
- 1972年 大阪支社開設。
- 1974年 本社を新宿三井ビルに移転。
- 1978年 九州事務所開設。
- 1990年 CIを導入。社名を日本設計に改称。
- 1998年 ISO9001認証取得。
- 2000年 ISO14001認証取得。
- 2002年 チーフ・アーキテクト制導入。
- 2003年 上海事務所開設。
- 2006年 ドバイ事務所開設。
- 2007年 ハノイ事務所開設。
- 2014年 ジャカルタ事務所開設。
- 2022年 本社を虎ノ門ヒルズ森タワーに移転[2]。

## 主な作品
1971年
- 京王プラザホテル

1974年

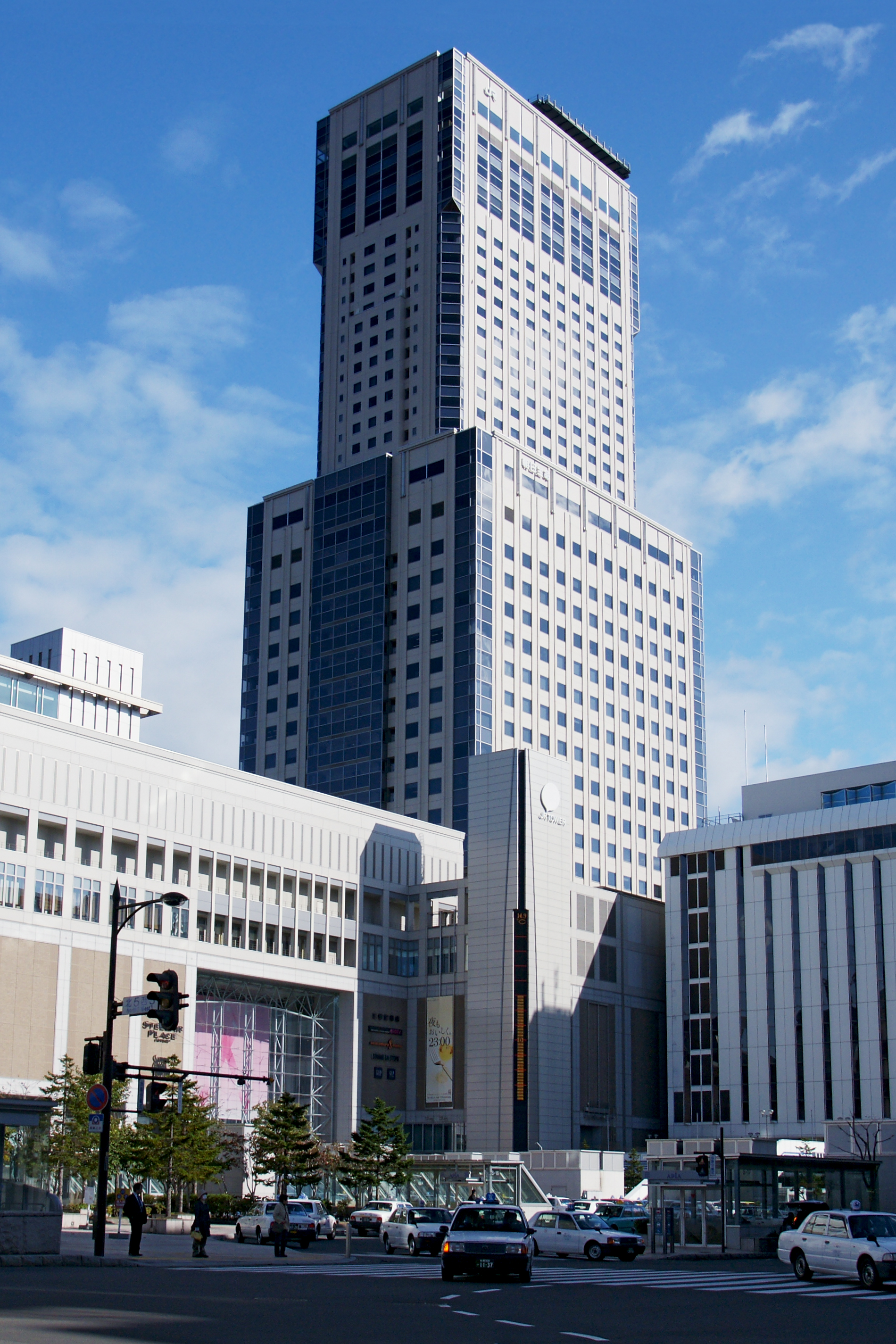
JRタワー
（北海道札幌市）

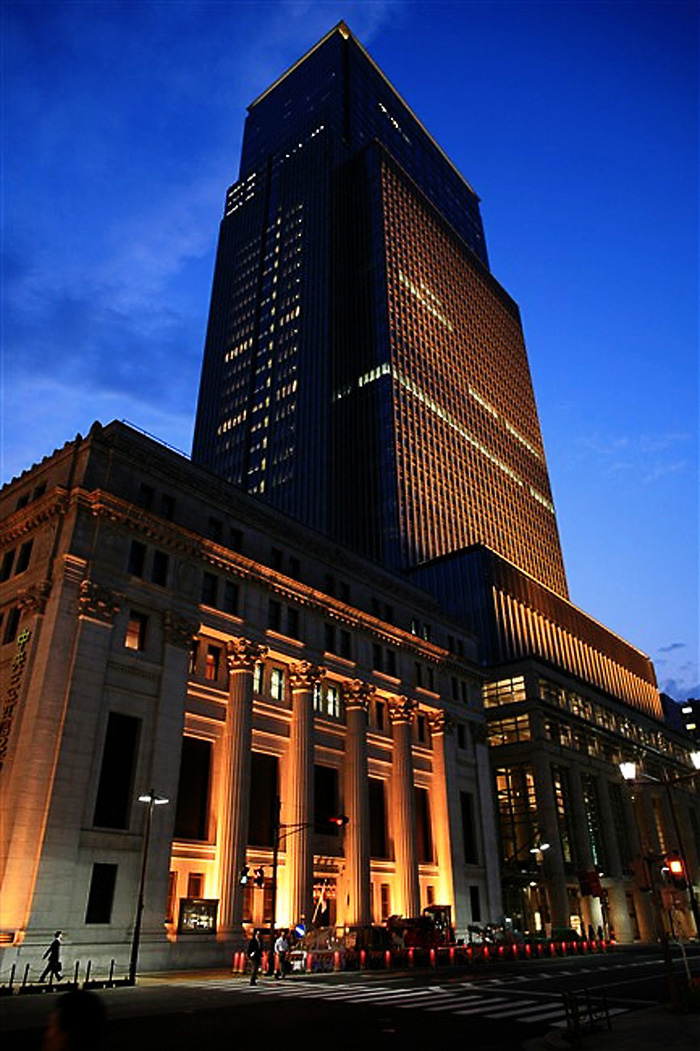
日本橋三井タワー
（日本橋室町）

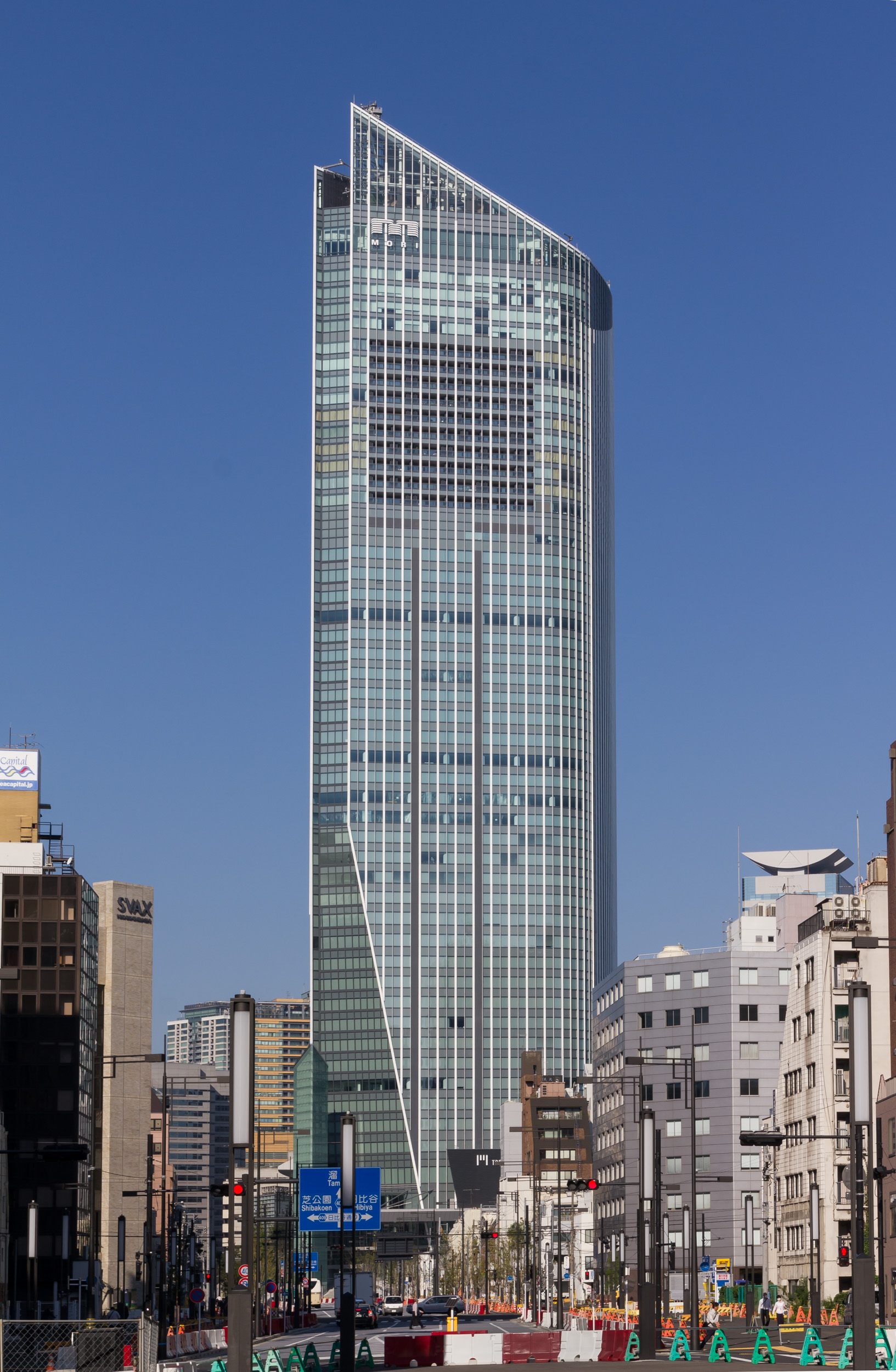
虎ノ門ヒルズ

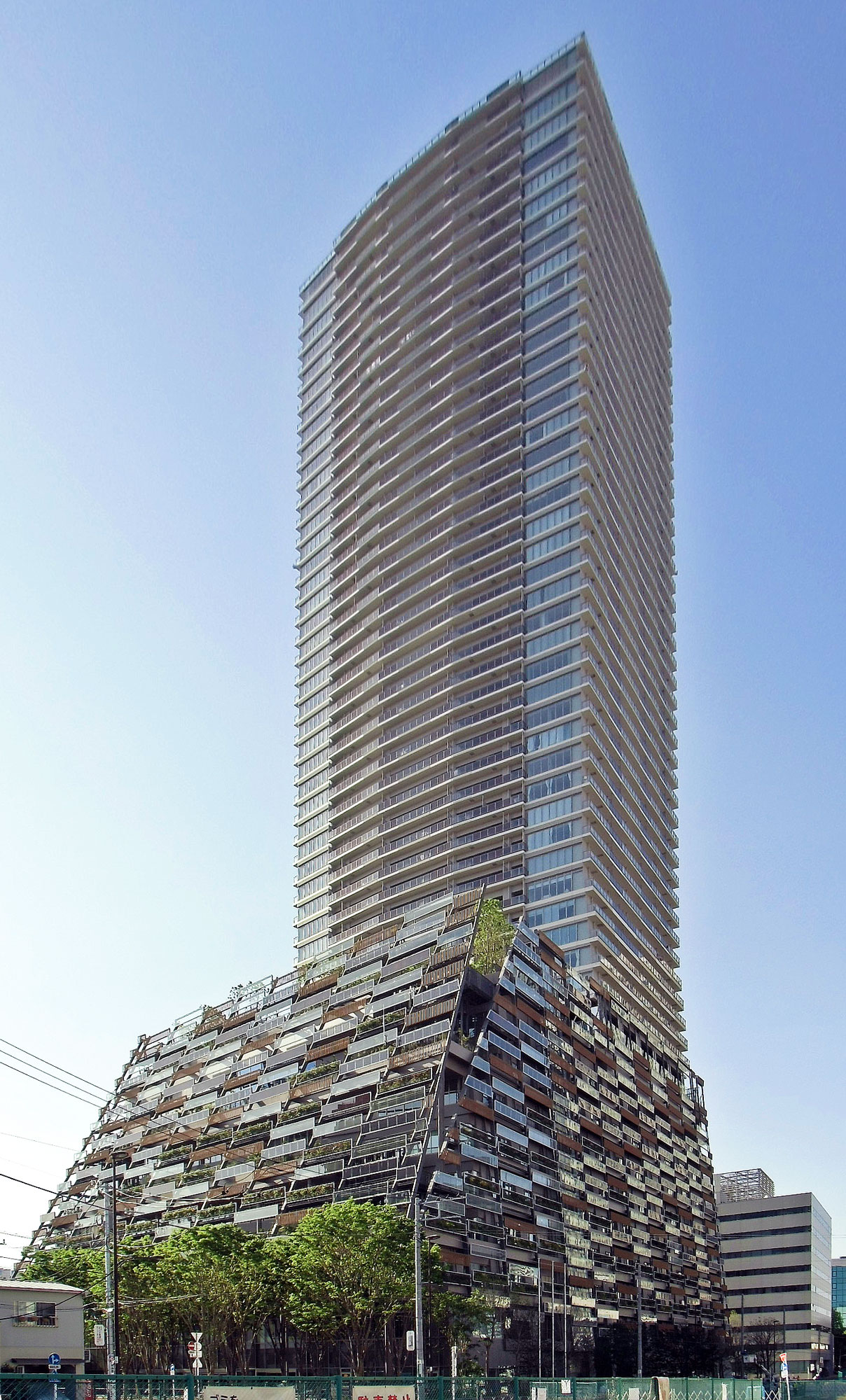
としまエコミューゼタウン

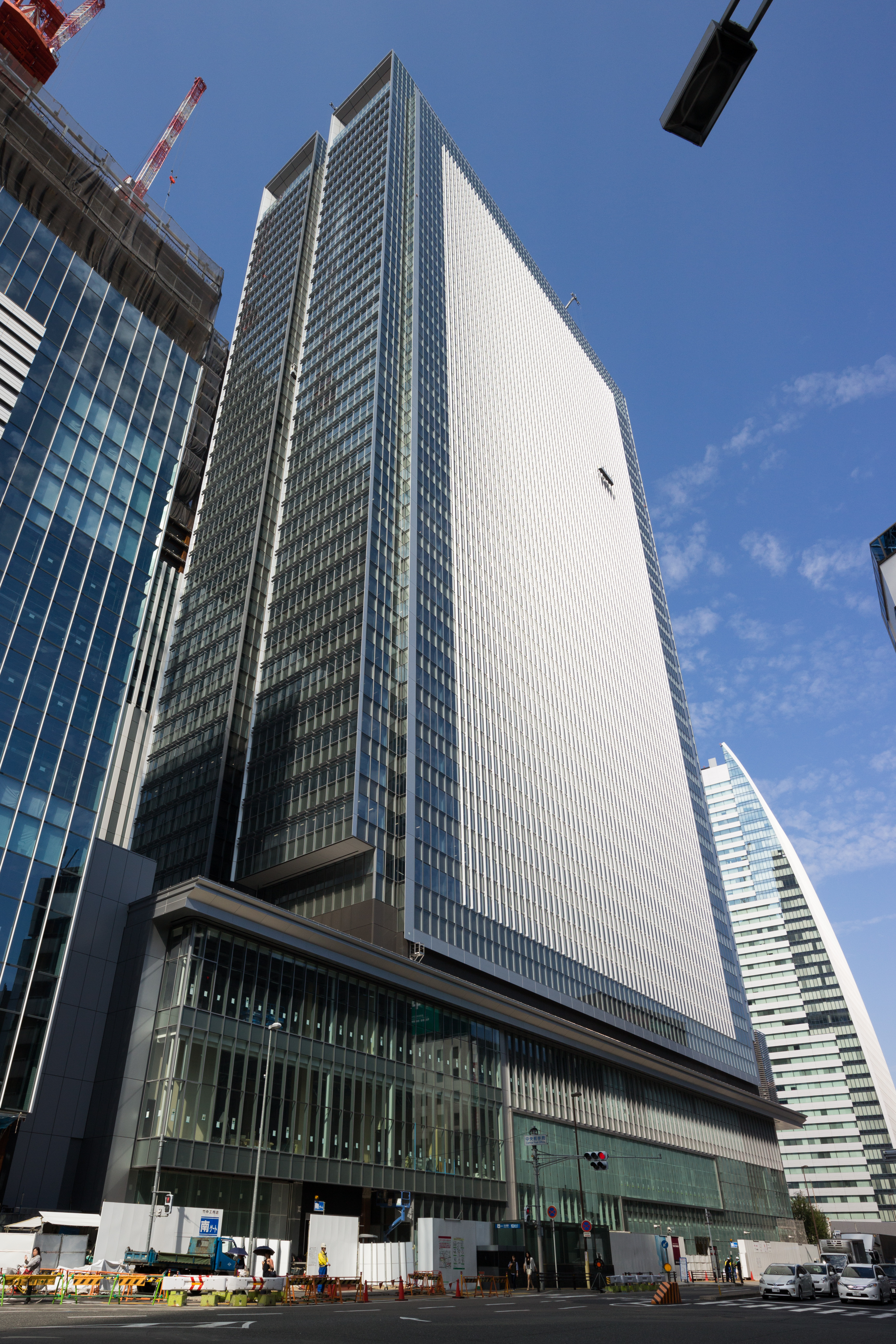
JPタワー名古屋

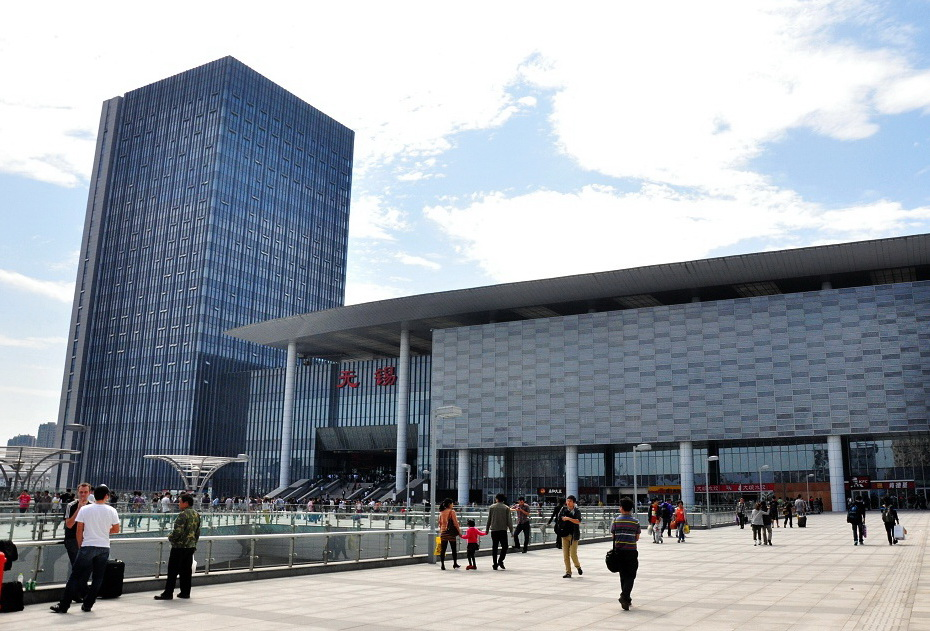
無錫中央駅

- 新宿三井ビルディング- 日本建築学会賞作品賞

1977年
- 新呉服橋ビルディング

1981年
- TBSHD緑山スタジオ

1982年
- 新橋演舞場

1984年
- 熱帯ドリームセンター

1985年
- つくばエキスポセンター

1986年
- 徳島県庁舎

1987年
- 多摩動物公園 昆虫生態園- 日本建築学会賞作品賞

1992年
- ハウステンボス
- 富山市庁舎
- NHK福岡放送センター

1993年
- 高知県立美術館

1994年
- TBS放送センター

1995年
- 新宿アイランドタワー - 日本建築学会賞業績賞
- アクトシティ浜松
- アクロス福岡・福岡シンフォニーホール
- マリンメッセ福岡

1996年
- 栃木県警栃木県行政警察合同庁舎

1997年
- 日石横浜ビル

1998年
- 品川インターシティ
- 長崎ブリックホール

1999年
- 博多座（博多リバレイン　イーストサイト）
- 東京藝術大学大学美術館
- 茨城県市町村会館

2000年
- 岩手県立美術館
- 渋谷マークシティ
- 箱根小涌園 ユネッサン
- 東京スタジアム（味の素スタジアム）
- 川崎市立川崎病院

2001年
- NHK大阪放送会館・大阪歴史博物館
- 三鷹の森ジブリ美術館
- 石ノ森萬画館

2002年
- 糸満市庁舎

2003年
- JRタワー（北海道札幌）
- ひと未来館

2004年
- COREDO日本橋
- 神戸放送会館
- 世界救世教平安郷研修センター

2005年

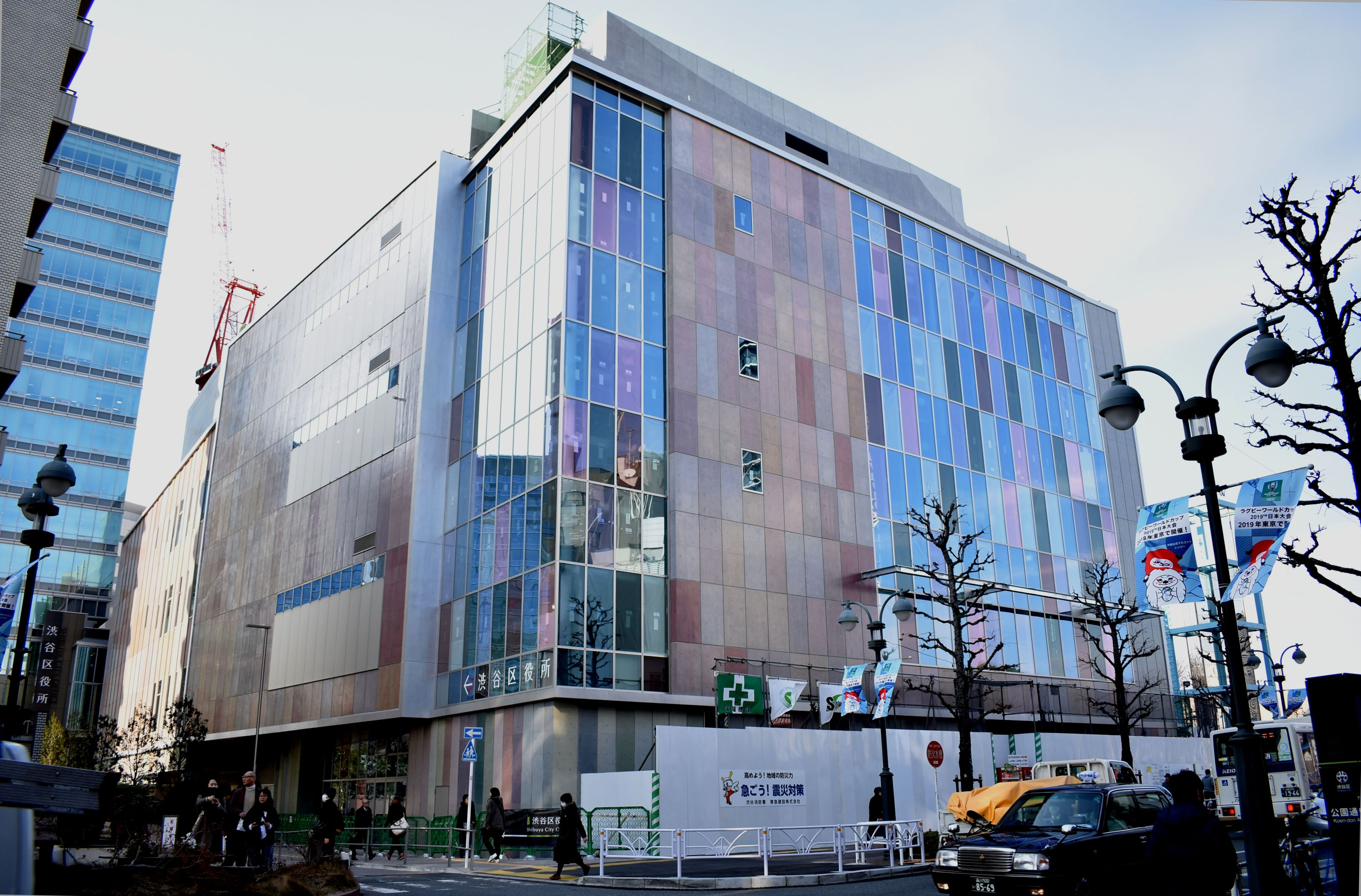
渋谷公会堂

- 日本橋三井タワー - 日本建築学会賞業績賞
- 長崎県美術館　隈研吾
- ながしま遊館 - 公共建築賞優秀賞[3]

2006年
- 渋谷公会堂 改修
- 東京大学柏キャンパス環境棟
- 国立新美術館

2007年
- ライズシティ池袋
- 栃木県庁舎
- 日産先進技術開発センター（神奈川県厚木）

2008年
- Ao (複合商業ビル)
- 仙台マークワン
- 碧南市藤井達吉現代美術館

2009年
- 山種美術館（YMATS HIROO）
- 洗足学園音楽大学ブラックホール
- いわき平競輪場
- 千葉県警千葉県警察本部

2010年
- 無錫中央駅

2011年
- 三井記念病院（東京都）

2014年
- 虎ノ門ヒルズ
- 札幌三井JPビルディング
- 室町古河三井ビルディング
- 宇治電ビルディング

2015年
- としまエコミューゼタウン
- JPタワー名古屋

2017年
- 赤坂インターシティAIR
- 武蔵野の森総合スポーツプラザ
- 箱根小涌園天悠

2019年
- 渋谷公会堂

2020年
- 熊本城特別見学通路

2022年
- ジブリパーク

## 在籍者・出身者
- 六鹿正治
- 淺石優
- 池田武邦
- 隈研吾
- 千葉学
- 大木雅彦
- 大野二郎
- 長堀嘉一
- 内藤徹男
- 白江龍三
- 上利益弘
- 小野隆生
- 千鳥義典
- 村尾成文
- 福田卓司
- 若井康彦
- 中間荘介
- 三塩達也